# 帕洛德塞尔达涅
帕洛德塞尔达涅（法語：Palau-de-Cerdagne，法語發音：[palo də sɛʁdaɲ] ⓘ）是法国东比利牛斯省的一个市镇，属于普拉德区。

## 地理
帕洛德塞尔达涅（42°24'56"N, 1°57'59"E）面积11.5 平方千米，位于法国奧克西塔尼大區东比利牛斯省，该省份为法国大陆部分最南部的省份，涵盖了北加泰罗尼亚，北起奥德省，西接阿列日省和安道尔，南与西班牙接壤，东临地中海。
与帕洛德塞尔达涅接壤的市镇（或旧市镇、城区）包括：阿尔普、普奇塞达、托萨斯、瓦尔瑟博耶尔、奥塞雅、马达姆堡。
帕洛德塞尔达涅的时区为UTC+01:00、UTC+02:00（夏令时）。

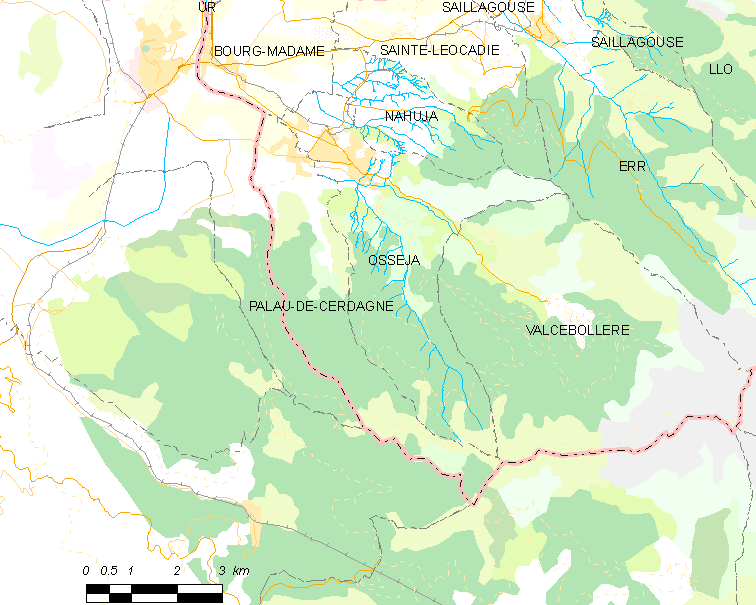
帕洛德塞尔达涅的OSM定位图

## 行政
帕洛德塞尔达涅的邮政编码为66340，INSEE市镇编码为66132。

## 政治
帕洛德塞尔达涅所属的省级选区为加泰罗尼亚比利牛斯县。

## 人口

1962-2008年间帕洛德塞尔达涅人口变化图示

帕洛德塞尔达涅于2022年1月1日时的人口数量为408人。